# 克雷森特灣
克雷森特灣（英語：Crescent Bay），是南極洲的海灣，位於維多利亞地的彭內爾海岸，處於約克公爵島東北面的羅伯特森灣，由英國探險隊繪入地圖和命名，現時由南極條約體系管理。